# نادي ساو بينتو
نادي ساو بينتو الرياضي (بالبرتغالية: Esporte Clube São Bento‏) هو اتحاد كرة قدم برازيلي محترف مقره في سوروكابا، ساو باولو. يتنافس حاليًا في الدوري البرازيلي الدرجة الرابعة وكذلك في بطولة باوليستا الدرجة الأولى من دوري كرة القدم في ولاية ساو باولو.